# ناغيناتا

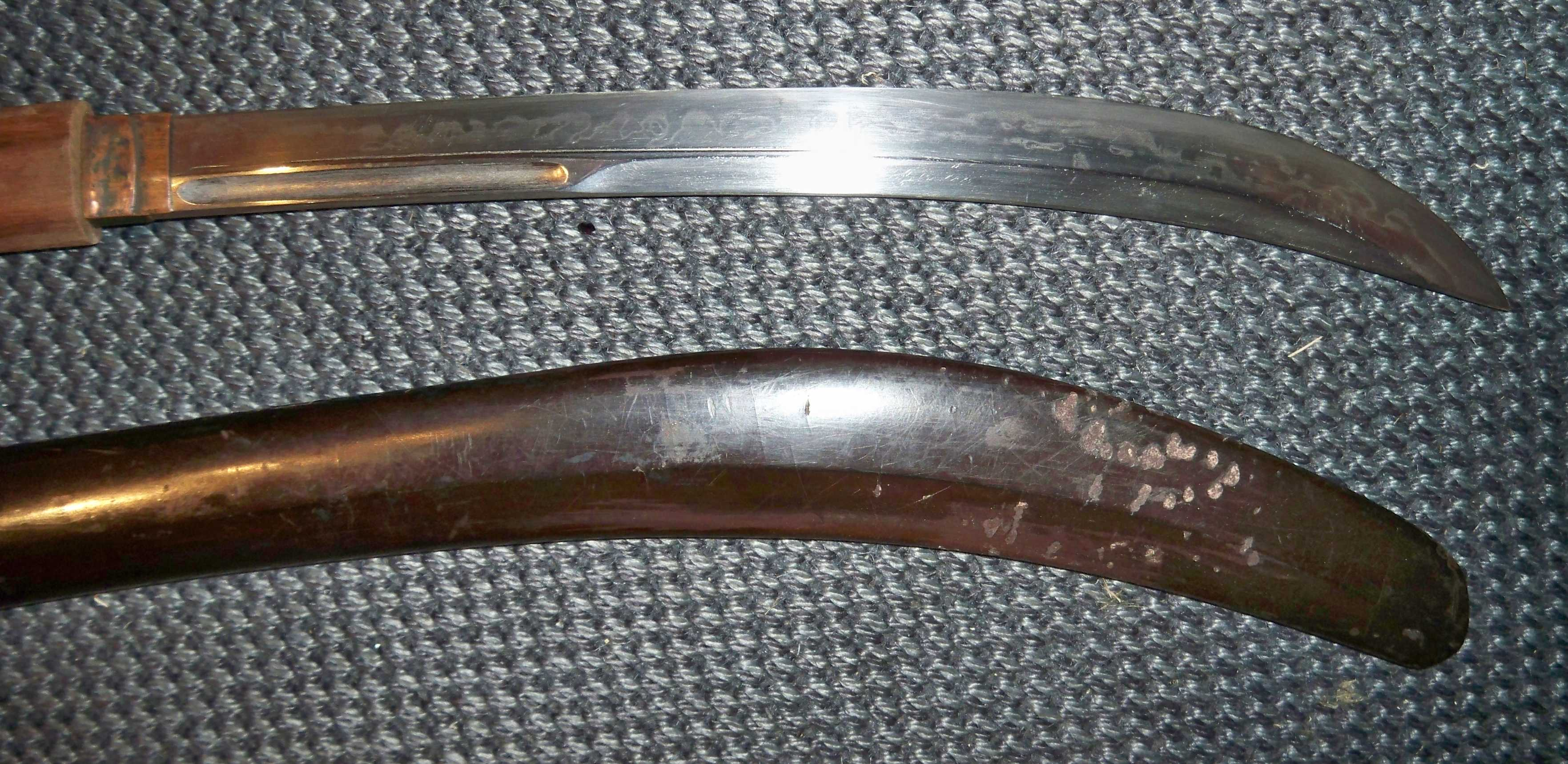
نَغِناتة

نَغِناتة (باليابانية: なぎなた، 薙刀) هو سلاح على شكل رمح من أحد الأسلحة اليابانية القديمة التي استخدمها محاربي الساموراي. في العصر الحديث يعد التدريب على المبارزة بالنَغِناتة إلى أحد أنواع فنون القتال اليابانية التي تمارسها النساء بشكل خاص أكثر من الرجال.
يتكون سلاح النَغِناتة من عصا خشبية طويلة تمثل المقبض مع نصل معدني في مقدمته يمثل الحد القاطع.